# Venturia longiterebrae
Venturia longiterebrae là một loài tò vò trong họ Ichneumonidae.